# Twan Poels
Antonius Johannes Petrus "Twan" Poels (nascido em 27 de julho de 1963) é um ex-ciclista holandês. Poels competiu na prova de estrada nos Jogos Olímpicos de Los Angeles 1984 como membro da equipe holandesa, mas não terminou. Competiu no Tour de France cinco vezes. Após sua carreira profissional, tornou-se um agente imobiliário.